# Jerzy Świderski (polityk)
Jerzy Świderski (ur. 7 lutego 1948 w Sołkach) – polski działacz partyjny i państwowy, w latach 1981–1986 I sekretarz Komitetu Wojewódzkiego PZPR w Siedlcach.

## Życiorys
Syn Władysława i Jadwigi. Działał w Związku Młodzieży Wiejskiej, Zrzeszeniu Studentów Polskich oraz Związku Socjalistycznej Młodzieży Polskiej (od 1975 do 1978 kierował jego radą wojewódzką w Siedlcach). W 1969 wstąpił do Polskiej Zjednoczonej Partii Robotniczej, był delegatem na jej IX i X Zjazd. W latach 70. zajmował stanowisko naczelnika gminy Dobre. Od 1975 do 1986 był członkiem egzekutywy Komitetu Wojewódzkiego PZPR w Siedlcach. Od 12 sierpnia 1981 do 18 października 1986 pełnił funkcję I sekretarza KW PZPR w Siedlcach, należał także do rady wojewódzkiej PRON. Od 1987 do 1990 kierował Wydziałem Polityki Kadrowej w ramach Komitetu Centralnego partii.